# Songa
Songa è un comune del Burundi situato nella provincia di Bururi con 51.831 abitanti (censimento 2008).

## Geografia antropica

### Suddivisioni amministrative
Il comune è suddiviso in 17 colline.